# اوروکاگینا

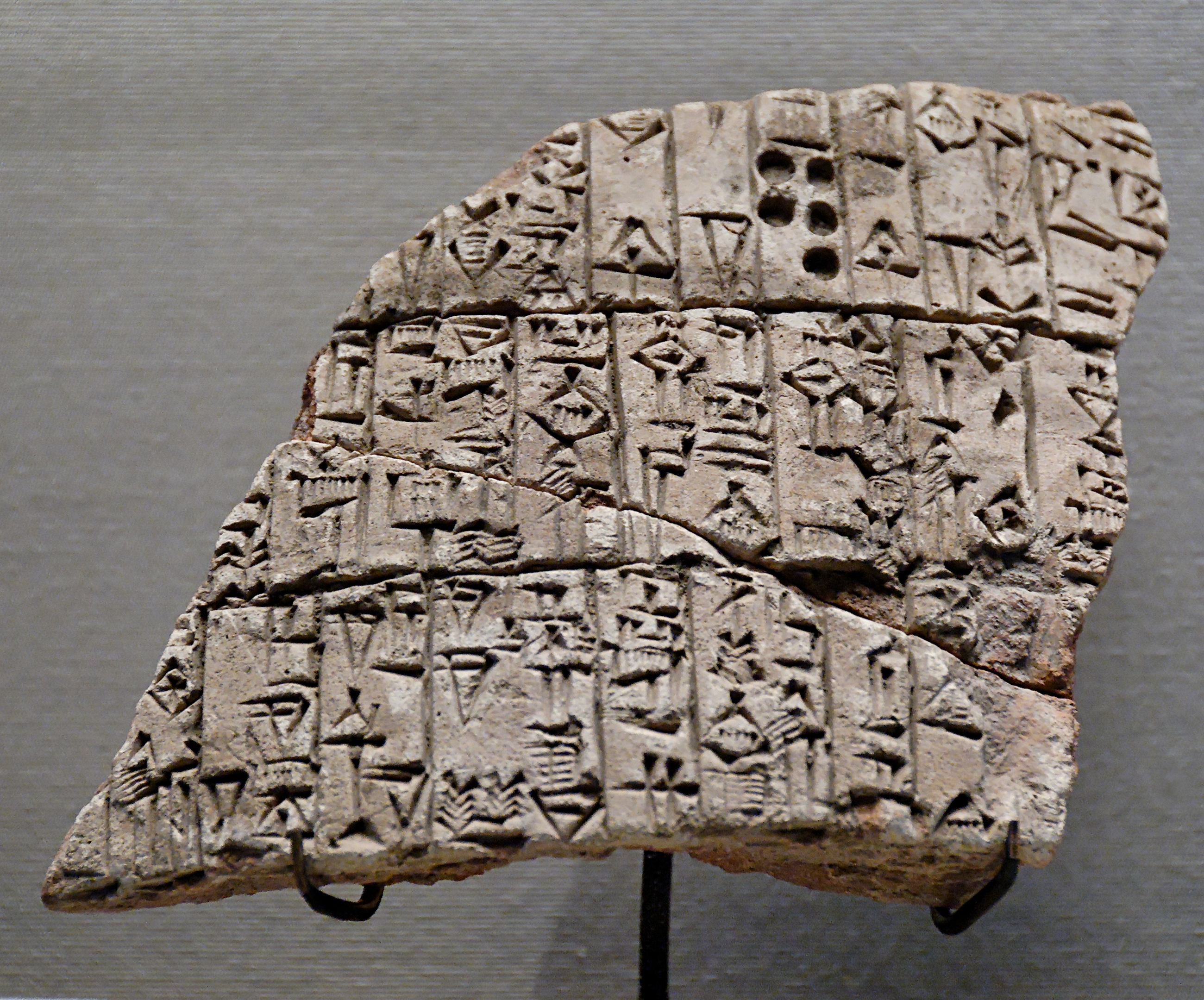
کتیبه‌ای از دوران «اوروکاگینا» در موزه لوور پاریس، مرتبط با ۲۳۵۰ سال پیش از میلاد مسیح

اوروکاگینا (آغاز پادشاهی در قرن ۲۴ پیش از میلاد، برای مدت کوتاهی) پادشاه دولت‌شهر سومری لاگاش بود.
اوروکاگینا به کمک یک شورش مردمی، جد خود لوگالاندا که سیستم اداری را فاسد نموده بود، از سلطنت خلع کرد و خود برای دوره کوتاهی پادشاه شهر شد. او به خاطر اصلاحات برای مبارزه با فساد شناخته شده است که حتی برخی منابع او را به عنوان اولین نویسنده کد قانون شناخته‌اند.